# ウーブン・シティ
ウーブン・シティ（英語: Woven City）は、静岡県裾野市の建設中のトヨタ自動車による実験都市。

## 概要
2020年末をもって閉鎖されたトヨタ自動車東日本（旧・関東自動車工業）東富士工場の跡地に建設されている実験都市である。敷地面積は東京ディズニーランド約1.5個分（約70万平方メートル）で、2021年2月23日着工。
自動運転車やロボット、住宅など、モノや人がインターネットでつながり、集めたデータを活用して最適なサービスを提供する「ヒト中心の街」「実証実験の街」「未完成の街」「Woven City」をめざす。
最初は子育て世帯から高齢者まで、トヨタ社員を中心に360人程度が入居し、将来的には2,000人規模になる予定。事業の主体になるのはウーブン・バイ・トヨタ、都市設計はデンマーク出身の建築家ビャルケ・インゲルスが手掛ける。

## 名称
「織り込まれた」の意。トヨタグループの祖業が織機の製造（豊田自動織機）であることにちなんでいる。